# Trevor Taylor
Trevor Patrick Taylor (Sheffield, 26 dicembre 1936 – Rotherham, 27 settembre 2010) è stato un pilota automobilistico britannico.
Ha disputato 6 Mondiali di F1, ottenendo, come miglior piazzamento finale, un decimo posto nella stagione 1962, annata in cui ha ottenuto il suo unico piazzamento sul podio, un secondo posto nel Gran Premio d'Olanda alle spalle di Graham Hill.

## Carriera
Taylor iniziò la propria carriera di pilota automobilistico all'età di diciannove anni, prendendo parte ad eventi locali. Passò poi nel giro di poco tempo alla F3 inglese, conquistando il titolo nel 1958 alla guida di una Cooper. Il successo ottenuto gli permise di debuttare in Formula 2 l'anno seguente.
Vincitore di varie gare e campione di Formula Junior, ebbe nel 1961 la possibilità di correre per la Lotus in Formula 1, cogliendo il suo unico podio con un secondo posto al Gran Premio d'Olanda 1962. Sempre lo stesso anno fu protagonista di un grave incidente a Spa dal quale uscì pressoché illeso e vinse il Gran Premio del Messico, gara fuori calendario. Dopo un 1963 incolore venne licenziato dalla Lotus e sostituito con Peter Arundell. Passò allora alla BRP, ma si ritrovò a guidare una vettura poco competitiva, afflitta da problemi legati al telaio. Nonostante ciò conquistò il suo ultimo punto in carriera, con un sesto posto al Gran Premio degli Stati Uniti 1964.
Successivamente si è dedicato soprattutto a gare con vetture turismo e di Formula 5000, apparendo in Formula 1 solo in una gara nel 1966, fino al 1972, anno del suo ritiro dalle competizioni.

## Risultati in Formula 1
| 1959 | Scuderia   | Vettura    |  |  |  |  |    |  |  |  |  |  |  | Punti | Pos. |
| ---- | ---------- | ---------- |  |  |  |  | -- |  |  |  |  |  |  | ----- | ---- |
| 1959 | Ace Garage | Cooper T51 |  |  |  |  | NQ |  |  |  |  |  |  | 0     |      |

| 1961 | Scuderia   | Vettura  |  |    |  |  |  |  |  |  |  |  |  | Punti | Pos. |
| ---- | ---------- | -------- |  | -- |  |  |  |  |  |  |  |  |  | ----- | ---- |
| 1961 | Team Lotus | Lotus 18 |  | 13 |  |  |  |  |  |  |  |  |  | 0     |      |

| 1962 | Scuderia   | Vettura  |   |     |     |   |   |     |     |    |     |  |  | Punti | Pos. |
| ---- | ---------- | -------- | - | --- | --- | - | - | --- | --- | -- | --- |  |  | ----- | ---- |
| 1962 | Team Lotus | Lotus 24 | 2 | Rit | Rit | 8 | 8 | Rit | Rit | 12 | Rit |  |  | 6     | 10º  |

| 1963 | Scuderia   | Vettura  |   |     |    |    |    |   |  |     |     |   |  | Punti | Pos. |
| ---- | ---------- | -------- | - | --- | -- | -- | -- | - |  | --- | --- | - |  | ----- | ---- |
| 1963 | Team Lotus | Lotus 25 | 6 | Rit | 10 | 13 | SQ | 8 |  | Rit | Rit | 8 |  | 1     | 16º  |

| 1964 | Scuderia | Vettura |     |  |   |     |     |  |     |    |   |     |  | Punti | Pos. |
| ---- | -------- | ------- | --- |  | - | --- | --- |  | --- | -- | - | --- |  | ----- | ---- |
| 1964 | BRP      | BRP     | Rit |  | 7 | Rit | Rit |  | Rit | NQ | 6 | Rit |  | 1     | 20º  |

| 1966 | Scuderia    | Vettura |  |  |  |     |  |  |  |  |  |  |  | Punti | Pos. |
| ---- | ----------- | ------- |  |  |  | --- |  |  |  |  |  |  |  | ----- | ---- |
| 1966 | Aiden Jones | Shannon |  |  |  | Rit |  |  |  |  |  |  |  | 0     |      |

| Legenda | 1º posto     | 2º posto | 3º posto    | A punti         | Senza punti/Non class.  | Grassetto – Pole position Corsivo – Giro più veloce |
| Legenda | Squalificato | Ritirato | Non partito | Non qualificato | Solo prove/Terzo pilota | Grassetto – Pole position Corsivo – Giro più veloce |